# Frullania lehmanniana
Frullania lehmanniana là một loài Rêu trong họ Jubulaceae. Loài này được Gottsche ex Stephani mô tả khoa học đầu tiên năm 1910.